# كاويتشان الشمالية (كولومبيا البريطانية)
كاويتشان الشمالية (بالإنجليزية: North Cowichan)‏ هي مدينة كندية تقع في مقاطعة كولومبيا البريطانية. تبلغ مساحة هذه المدينة 193.6583 (كم²)، ويبلغ عدد سكانها 27557 نسمة حسب إحصاء سنة 2006 م، بينما كان يسكنها 26138 نسمة في سنة 2001 م. تحتل هذه المدينة المرتبة رقم 146 بين مدن كندا حسب عدد السكان والمرتبة رقم 27 في المقاطعة. نما عدد السكان في هذه المدينة بنسبة (5.4) بين العامين المذكورين.

## وصلات خارجية
- الأطلس الحكومي لكندا
- إحصاءات كندا مع ساعة تعداد السكان